# 貴島煉瓦
貴島煉瓦（日语：／），笔名煉瓦，是日本的漫画家、插画家。汪克尔引擎（马自达RX-7）的爱好者。

## 作品

### 漫画
- 特务战队伊吹（日文：特務戦隊伊吹）全2卷 YOUNG KING OURs
- 婆罗门（日文：ブラフマン）1—5卷 月刊COMIC RUSH
- 秋叶原浪漫史！（日文：あきば浪漫ス!）全4卷 月刊少年Ace
- 春风樱花（日文：春風桜花）全1卷 YOUNG ACE

### 漫画化
- Kanon外传 WONDER THREE（日文：Kanonアナザーストーリー WONDER THREE）全3卷 月刊COMIC RUSH DX
- Bad!Daddy親親壞老爹 全1卷 Magi-Cu （原作：野村美月）小说插图
- STAR MINE GIRL AK（日文：スマガAK）全1卷 Comptiq （原作：Nitro+）
- 迷路的孩子（日文：子ひつじは迷わない）月刊Comp Ace连载 （原作：玩具堂）
- 誰都可以暗中助攻討伐魔王（ComicWalker・ニコニコMFC連載）（原作：槻影）全6卷

### 小说
- 被卷进漩涡的名侦探（日文：ぐるぐる渦巻きの名探偵）全3卷 （负责插画，上田志岐著，富士见Mystery文库，富士见书房）
- Bad!Daddy 全4卷（负责漫画，野村美月著，Fami通文库，株式会社Enterbrain）